# Вагнер, Деннис
Деннис Вагнер (нем. Dennis Wagner; род. 19 июня 1997, Кассель) — немецкий шахматист, гроссмейстер (2015).
Успешно выступает в чемпионатах Германии: 2012 — 3—6 место, 2013 — 2—8 место (по доп. показателю седьмой), 2014 — единоличное второе место.
В составе сборной Германии участник командного чемпионата Европы (2015).
В шахматной бундеслиге выступает за SV 1930 Hockenheim.
В начале 2015 года на крупном турнире в Гибралтаре разделил 3—11 места (по доп. показателю стал шестым).
Участник двух первенств Европы (2011 и 2013; на обоих турнирах, разыгранных по швейцарской системе, юный немец попал в нижнюю половину таблицы).
В 2015 году принял участие в первенствах мира по рапиду и блицу.
С 2022 года женат на гроссмейстере Динаре Вагнер.

## Таблица результатов
| Год  | Город | Турнир                  | + | − | = | Результат | Место |
| ---- | ----- | ----------------------- | - | - | - | --------- | ----- |
| 2013 |       | Бундеслига              | 7 | 2 | 4 | 9 из 13   | [ 3 ] |
| 2014 |       | 85-й чемпионат Германии | 5 | 0 | 4 | 7 из 9    | 2     |
| 2014 |       | опен в Вандёвр-ле-Нанси | 6 | 1 | 2 | 7 из 9    | 1     |

## Изменения рейтинга
| Графики недоступны из-за технических проблем. См. информацию на Фабрикаторе и на mediawiki.org. |